# Kivu-tó

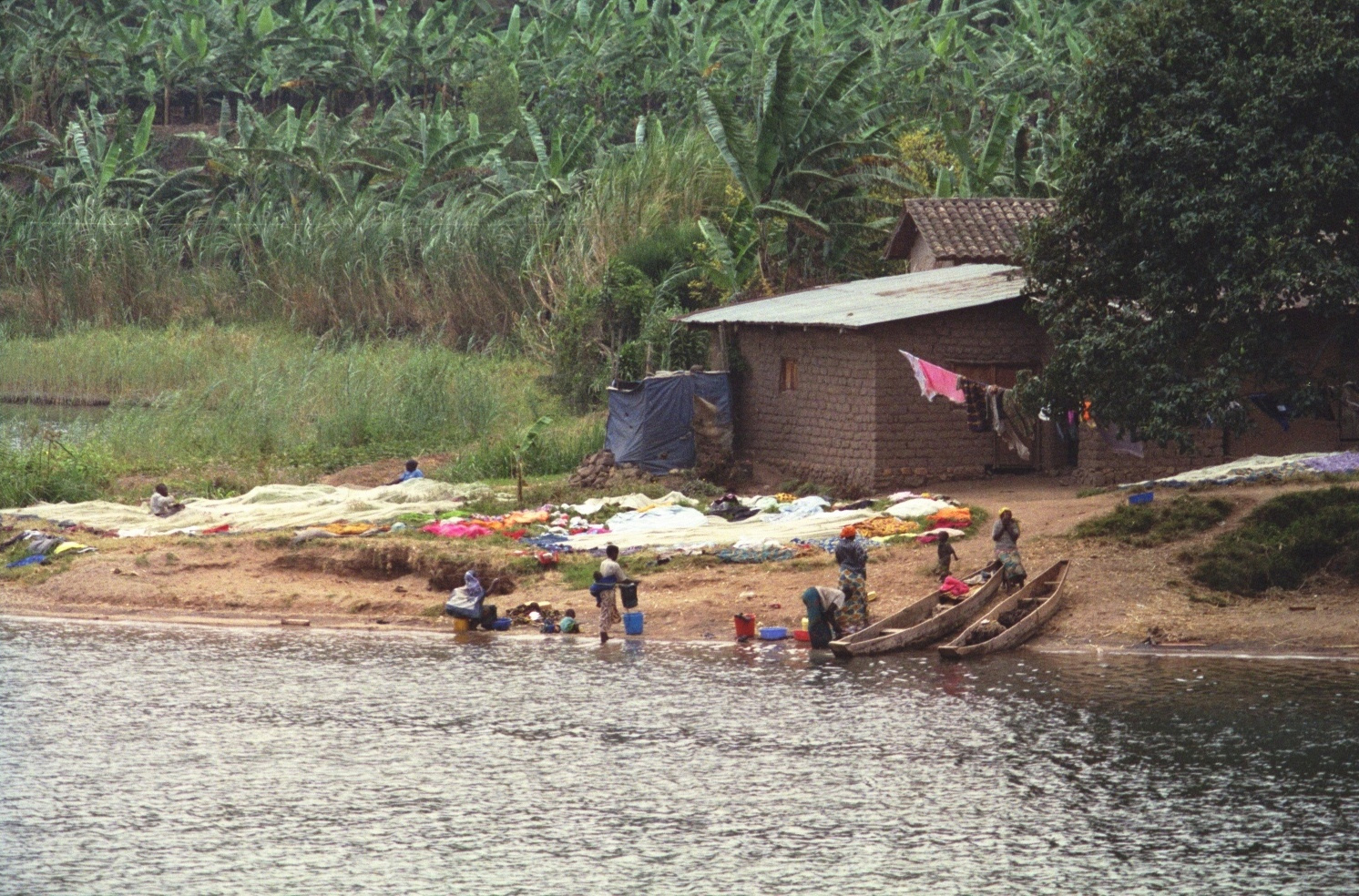
Tópart Ruandában

A Kivu-tó egyike az Afrikai Nagy Tavaknak, Ruanda és a Kongói Demokratikus Köztársaság határán, a Nagy-hasadékvölgy nyugati (Albertine) ágában. A tó a Ruzizi-folyóba ürül, amely déli irányba, a Tanganyika-tóba folyik. A Kivu borzalmas hírnevet nyert azzal, hogy az 1994-es ruandai népirtás sok áldozatát a tóba dobták.

## Földrajza
A tó 1460 méteres magasságban terül el, felülete 2700 négyzetkilométer, legnagyobb hosszúsága 100, legnagyobb szélessége 50 kilométer, átlagos mélysége 220 m, legnagyobb mélysége 475 méter. Ágya egy hasadékvölgyben helyezkedik el, ami tovább nyílik szét, vulkáni tevékenységet okozva a környéken. 
A tónak van egy nagy szigete, Idjwi. Partjának fő települései: Bukavu, Kabare, Kalehe, Saké és Goma Kongóban, illetve Gisenyi, Kibuye és Cyangugu Ruandában.
Az első európai, aki eljutott a tóhoz a német Adolf von Götzen gróf volt 1894-ben.

## Kémiája
A kameruni Nyos-tóval és Monoun-tóval együtt a Kivu egyike a három ismert „robbanó tónak”, amelyekben előfordulnak a limnikus kitörések. A Kivu-tó geológiai történeti elemzése azt mutatja, hogy a tóban ezer évenként az élővilág nagyrészt elpusztul. A kitörések pontos oka nem ismert, de vélhetően a vulkanikus működéssel lehet összefüggésben. A robbanó tavak gázkémiai összetétele különböző; a Kivu-tóban nagy mennyiségű a metán és a szén-dioxid. A Kivu-tó kitörése katasztrofális lehetne, hiszen eltörpülnének mellette a Nyos-tó feljegyzett kitörései, ráadásul a Kivu medencéjében kétmillió ember él.
A tudományos feltevések szerint a vulkáni hatások a tó alján felhevíthetik a vizet, kiszorítva belőle a metánt, robbanást okozva, ami egyidejűleg a szén-dioxid felszabadulásával is járna. A tófelszínről szétterülő szén-dioxidfelhőben a tó medencéjében nagyon sok ember megfulladhat. Az is előfordulhat, hogy egy ilyen robbanás cunamit is okoz.
A Kivu-tónak ezeket a veszélyeit csak a Nyos-tó és a Monoun-tó kitörései tették világossá, amelyek a 80-as években több, mint 1700 ember életét oltották ki. Korábban a Kivu-tó metánját mindössze olcsó nyersanyagnak tekintették amit exportra és olcsó energiafejlesztésre lehet felhasználni.
2001-ben a Nyos-tóba csövet bocsátottak, hogy kivezessék a fenékgázokat. A sokkal nagyobb Kivu-tó esetében azonban egy ilyen megoldás sokkal drágább volna, dollármilliókba kerülne. Egyelőre nem létezik terv a Kivu-tó veszélyének csökkentésére.
Lásd még: Limnikus kitörés

### Metánkitermelés
Az újabb vizsgálatok szerint a Kivu-tó 300 méteres mélységben mintegy 55 milliárd köbméter oldott metángázt tartalmaz[forrás?]. A ruandai kormány 80 millió dolláros szerződést kötött egy konzorciummal a metán felszínre hozásáról. A kitermelés állítólag nagyon olcsó, hiszen mihelyt a gázzal telített vizet felpumpálják, a nyomáscsökkenés miatt az oldott gázok (főleg szén-dioxid, hidrogén-szulfid és metán) kibugyognak a vízből. A terv várhatóan hússzorosára emeli Ruanda energiatermelő kapacitását és áramexportőrré teszi az országot.

## Külső hivatkozások (angolul)
- Gyilkos tavak, a BBC rádióinterjú
- Vulkánkitörés a tó közelében
- A Nyos és Monoun tavak gázkatasztrófája
- Tanulmány a tó stabilitását fenyegető veszélyről